# Kigo
A kigo (japánul 季語) az évszakra utaló szó a haikuban.
Csaknem minden haikuban találunk egy „évszakszót”, amely a lélegzetvételnyi haiku-verset a természet nagy évi körforgásához köti. Mivel az évszakok témája központi helyet foglal el a versben, ezért a költőnek úgynevezett évszakszókat kellett alkalmaznia. A kigo hagyományosan a japán költészetből ered, rengában, renkuban és haikuban használták. Jelentős hangulat- és benyomáskeltő hatással rendelkeznek.
Például a „friss zöld fű”, az „ibolya” tavaszi, a „májusi eső”, a „rövid éjszaka” nyári, a „krizantém”, a „ciripelés” őszi, a „medve”, a „sas” téli évszakszó. De a haikuköltő számára az sem volt mellékes, hogy milyen szókapcsolatban fordulnak elő a kigok. Míg például a „vadlúd” a telet, a „hazatérő vadlúd” már a tavaszt idézi.

## A kigo története
Habár a kigo kifejezést csupán 1908 óta használják, az évszakokra való utalás, azok valamilyen formában való megjelenítése mindig is fontos része volt a japán kultúrának és költészetnek egyaránt. A legkorábbi antológia a japán költészetben a 8. század közepén megjelenő Manjósú volt, melyben számos fejezetet az évszakok alapján állítottak össze. Körülbelül 905-re, mikor az első császári intézkedésből összeállított antológia, a Kokinsú megjelent,  ezeknek a fejezeteknek a száma  jelentősen megnőtt. Mindként antológiában találhatunk fejezeteket, melyekben szerelmes versek vagy egyáltalán nem évszakhoz kötődő művek (zó versek) olvashatók.
A renga, azaz „láncvers” írás a Heian-korszak közepére nyúlik vissza (körülbelül 1000-re) és egészen a középkorig fejlődött. A 13. századra már igen határozott szabályok vonatkoztak a renga írásra mind tartalmi, mind szerkezeti szempontból. Adott volt például, hogy a körülbelül a strófák felének tartalmaznia kell valamilyen utalást egy adott évszakra a versben való helyüktől függően. A szabályok szerint a hokkunak (azaz a renga nyitó strófájának) mindképpen fel kell idéznie azt az évszakot, melyben a renga íródott.
A renga egy könnyedebb hangvételű változata az úgynevezett haikai no renga, azaz a „játékos láncvers” a 15. század végén jelent meg. A 19. század végéhez közeledve a hokkunak többé már nem kellett a haikai no rengához kapcsolódnia. Maszaoka Siki önálló verstípusként kezdte használni, és „haiku” névvel illette. A haikukban továbbra is találhatunk kigot, a Taisó-korban (1912-1925) azonban megjelent egy törekvés, miszerint teljesen el kellene hagyni azokat. Napjaink legtöbb japán nyelvű haikuja tartalmaz ugyan kigot, de más, külföldi nyelveken íródott haikukból gyakran kihagyják őket.

## Kigo és az évszakok
Általában az évszakszó egyértelműen és világosan utal az adott évszakra, de ez nem mindig van így. Például a kabocsa egy téli tökfajta, melyet mégis az őszi szüret időszakához kötnek. 
Szintén nem tűnik nyilvánvalónak, hogy a hold (cuki) miért pont őszi évszakszó, hiszen egész évben látjuk az égen. Ősszel, mikor a nappalok rövidülnek, s az éjszakák hosszabbá válnak, de még éppen elég meleg az idő ahhoz, hogy az ember több időt töltsön a szabadban valószínűbb, hogy a tiszta égen felfigyel a holdra. Emellett ilyenkor a telihold fénye elég erős ahhoz, hogy a gazdák jól lássanak naplemente után is az őszi terménybetakarítás során.

#### A japán évszakok
A hagyományos japán időszámításban az évszakok a holdnaptár alapján követték egymást összhangban a napfordulók és nap-éj egyenlőségek időpontjaival. A klasszikus japán évszakok a következők:
Tavasz: Február 4. – Május 5.
Nyár: Május 6. – Augusztus 7.
Ősz: Augusztus 8. – November 6.
Tél: November 7. – Február 3.
Az évszakszók csoportosításánál az évszakokat három részre osztották: korai, középső és kései időszakokra, a következő módon:
Kora tavasz: február 4. – március 5.
Tavasz közepe: március 6. – április 4.
Késő tavasz: április 5. – május 5.
Kora nyár: május 6. – június 5.
Nyár közepe: június 6. – július 6.
Késő nyár: július 7. – augusztus 7.
Kora ősz: augusztus 8. – szeptember 7.
Ősz közepe: szeptember 8. – október 7.
Késő ősz: október 8. – november 6.
Kora tél: november 7. – december 6.
Tél közepe: december 7. – január 4.
Tél vége: január 5. – február 3.

## Szaidzsiki
A japán haiku költők gyakran használják a szaidzsiki című könyvet, melyben a kigok listája található, s ezekhez egy-egy mű társul, melyekben az adott kigo előfordul. Egy szekció általában tartalmazza az adott évszakszót, az ahhoz kapcsolódó szóösszetételeket, szinonímákat és illusztrációképp néhány haikut, ami tartalmazza a szóban forgó kigot. A szaidzsikiben különválasztják a négy évszakot, ezenkívül ha modern szaidzsikiről beszélünk általában Újév és nem az évszakhoz kötődő szavak (muki) kapcsán is találhatunk osztályokat. Ezek a fejezetek meghatározott kategóriákra bomlanak tovább, melyekbe besorolva könnyen megtalálhatjuk az évszakszókat. A legismertebb kategóriák a következők (nyári évszakszókkal, melyek közül néhány a japán haikukban is megtalálható):
- Az évszak: kánikula
- Az ég és fellegek: aszály, szivárvány
- A föld: vízesés, áradás, nyári rét (tele nyári vadvirágokkal)
- Emberek: délutáni pihenés, szusi, napozás, meztelenség, medence
- Megfigyelések, események: gyermeknap (május 5.), Hirosima és Nagaszaki bombázásának évfordulója (augusztus 6.)
- Állatok: medúza, szúnyog
- Növények: lótuszvirág, liliom, napraforgó

Habár a haikukra gyakran úgy gondolnak, mint évszakokról íródott művekre, az imént felsoroltak közül kettő egyértelműen emberi tevékenységhez köthető kategória (Emberek és Megfigyelések, események).

## Japán haikukban gyakran előforduló évszakszók
Japán földrajzilag hosszan elnyúlik észak-dél irányban, így az ország éghajlati jellemzői helytől függően nagyon változatosak. Mikor a kigokról, azaz évszakszókról beszélünk, elsősorban a Kiotó környékén jellemző éghajlatot ismerhetjük meg. Ennek oka, hogy a klasszikus japán irodalom ezen a környéken fejlődött leginkább, különösen az Edo-kor elején és azt megelőzően.

#### Tavasz
- Tavasz (haru): maga az évszak elnevezése már önmagában egy kigo. Léteznek ezzel kapcsolatban különböző szóösszetételek, melyek szintén évszakszók lehetnek, például haru tacu (tavasz kezdete), haru meku (tavasz közeledtének jelei), haru no umi (tavaszi tenger) vagy juku haru (tavasz vége). A haru higan azt az egy hetet jelöli, melyre a tavaszi nap-éj egyenlőség (sunbun) esik.
- Február (kiszaragi vagy nigacu), március (jajoi vagy szangacu) és április (uzuki vagy sigacu). A negyedik hónap a japán naptárban nagyjából megegyezik a Gergely naptár szerinti áprilissal. Ezért március eleje (jajoidzsin) megegyezik a tavasz végével (haru no hate).
- Kellemes meleg (atatakashi vagy nurumu): tavasz egész időszakára jellemző. Ahogy közeledik a tavasz, a felmelegedés legenyhébb formája is érezhető. A víz is felmelegedik (mizu nurumu).
- Tavaszi köd (kasumi): tavasz egész időszakára jellemző. A nappali ködöt értjük alatta. Az éjjeli köd mely eltakarja a tavaszi holdat japánul oboro. Haruicsiban, az első erős tavaszi déli szél szintén megjelenik modern haikukban, mint kigo.
- Japán szilvavirág (ume): kora tavaszt idézi.
- Japán berkiposzáta (uguiszu): kora tavasz időszaka. A madár hangja a kellemes hangok érzékeltetésére szolgál a versekben, gyakran összefüggésbe hozzák a japán szilva virágával és a tavasz közeledtének első jeleivel.
- Cseresznyevirág (szakura) és cseresznyefák virágzásának megtekintése (hanami): késő tavasz (április). A japánok számára a szakura motívum használata olyannyira jellemző, hogy ha a haikuban csupán a virágokat (hana) említik, azonnal cseresznyevirágra gondol mindenki. A cseresznyevirágzás megcsodálása egy különleges alkalom, melyet általában barátokkal vagy kollégákkal töltik az emberek, miközben együtt szórakoznak.
- Virágfesztivál (hanamacuri): egy buddhista fesztivál, mellyel április 8-án Buddha születését ünneplik.
- Békák (kavazu): egész tavasszal jellemző (februártól áprilisig). A legtöbb versben a hangos brekegésüket jelenítik meg.
- Babák ünnepe (hinamacuri): hagyományos japán ünnep a kislányok számára, melyet minden év március 3-án tartanak.

#### Nyár
- Nyár (nacu): különböző szóösszetételekben is előfordul – nacu kinu (nyár érkezte/beköszöntése), nacu no hate (nyár vége), nacu jaszumi (nyári szünet, többnyire az iskolai szünetre utal).
- Május (szacuki vagy gogacu), június (minazuki vagy rokugacu) és július (fumizuki, fuzuki vagy sicsigacu)
- Forró (acusi), forróság (acusza) és forró nap (acui hi); ugyancsak, bármi ami a meleghez köthető, például izzadság (asze) vagy a kortárs haikukban légkondicionáló (reibó)
- Lilaakác (fudzsi), hana tacsibana (erős narancssárga színű virágok) és írisz (ajame): kora nyár időszakát jelzik (május), a lótusz (haszu vagy hacsiszu) szimbólum pedig nyár közepére vagy végére utalhat.
- Esős évszak (cuju): a japán esős évszak általában június közepén kezdődik.
- Kakukk (hototogiszu): egész nyáron (májustól júniusig). A hototogisu egy kakukkfajta, melyet szép énekéről ismernek a versekben.
- Kabóca (szemi): késő nyáron (július) hallatják hangos éneküket.
- Tango no szekku: hagyományos japán fesztivál, melyet május 5-én a fiúknak szentelnek.

#### Ősz
- Ősz (aki): további lehetséges szóösszetételek például az aki tacu (ősz érkezte), aki cuku (ősz vége) illetve a juku aki (ősz távozta).
- Augusztus (hazuki vagy hacsigacu), szeptember (nagacuki vagy kugacu) és október (dzsúgacu vagy kannazuki). A hagyományos japán naptárban a kilencedik hónap (kugacu) nagyjából október idejére tehető, ezért szeptember vége (kugacudzsin) megegyezik az ősz végével (kure no aki).
- Tájfun (taifú vagy novaki), mennydörgés (kaminari).
- Tejút (amanogava: szó szerint „folyó a mennyben”), mivel Japánban ősszel a leginkább látható. A Tanabata fesztivállal is összefüggésbe hozható.
- Hold (cuki): egész őszre utal (augusztustól októberig), illetve a hold figyelésének eseménye (cukimi) ősz derekára tehető (szeptember). A hold szó önmagában általában a teliholdra utal ősszel. (A korábban említett hanami, cukimi, illetve a japán juhar égővörös leveleinek megtekintése, a momidzsi, télen pedig a hó megtekintésének eseménye, a jukimi gyakori közösségi tevékenységek a japánok körében.)
- Rovarok (musi) szó többnyire hangos bogarakra utal.
- Gyümölcsök: a barack (momo), alma (ringo) vagy szőlő (budó) csak néhány példa a haikukban említett őszi gyümölcsökre.
- Színes levelek (momidzsi): késő ősz (október). Ez a haikuk nagyon gyakori motívuma, előfordul például az első színes levél (hacu momidzsi) kifejezés – ősz közepén, vagy a fénylő levél (teri momidzsi) – késő ősszel, színüket váltó levelek (uszumomidzsi) – szintén ősz közepén, illetve mikor a levelek hullani kezdenek (momidzsi kacu csiru) – ősz végén. Ehhez kapcsolódik a levelek megtekintése, a momidzsigari tevékenység is.
- Madárijesztő (kakasi), rizs betakarítás (inekari).
- Őszi fesztivál (akimacuri): ez általában egyfajta hálaadás a betakarítás, szüret után. További őszi ünnepség még a Tanabata, Haka mairi (sír látogatás), Bon fesztivál, melyek közül mindegyik kora őszre tehető, s olyan tevékenységekhez köthetők, mint a tábortüzek rakása (mukae-bi) vagy néptánc (bon odori).

#### Tél
- Tél (fuju): A tél szó hozzáadásával a haikuk egyfajta hűvösséget, jeges érzést keltenek az olvasóban mind szó szerinti, mind átvitt értelemben.
- November (simocuki vagy dzsúicsigacu), december (sivaszu vagy dzsúnigacu) és január (mucuki vagy icsigacu)
- Hideg (szamusi,  szamusa)
- Lehullt levelek (ocsiba) és száraz levelek (kareha): egész télen (novembertől januárig) – akárcsak a színes levelek ősszel, a földre hullt levelek egyértelműen a tél érzetét keltik.
- A hó megtekintése (jukimi): késő télen (január) – népszerű csoportos program Japánban. Emellett az első hó (hacu juki) tél közepét, a hó (juki) és jég (kóri) pedig tél végét jelzi.
- Fugu leves (fugudzsiru), osztriga (kaki): évszakra jellemző ételek.
- Karácsony: modern évszakszó, az Edo-korban nem használták, mikor még tiltott volt a keresztény hit gyakorlása.
- Naptárak árusítása (kojomiuri): előkészületek az újévre.
- Szilveszter éjszakája (ómiszoka vagy tosi no jo, szó szerint „az év vége”), szilveszteri parti (tosivaszure).
- Kan: a január 5-e, 6-a és február 4-e, 5-e között eltelt napok (szó szerint „hideg”) – eredetileg az évszak 24-es felosztású kínai hagyományára vezethető vissza. Ugyancsak, daikan („nagy hideg”) a január 20-a körüli napot jelöli vagy a Kan időszak kezdetére (kan no iri), január 5-ére vagy 6-ára utalhat.

#### Újév
A kigok ezen csoportját a modern újítások közé soroljuk. Még mielőtt Japán elkezdte volna használni a Gergely-naptárt 1873-ban, a japán újév tavasz elejére esett.
- Japán újév ( japánul 正月 – sógacu): Akárcsak más kultúrákban, az újév a japánoknál is egy fontos esemény, melyhez különböző ünnepségek és tevékenységek köthetők. Ezek közül sok megjelenik a haikukban is, például az első napfelkelte (hacuhi), az első nevetés (varaizome) vagy az első kalligráfia (kakizome). Természetesen maga az újév napja (gandzsicu) is évszakszó.
- Az első veréb (hacuszuzume) – az első veréb megjelenése az újév üdvözléséhez köthető.
- Újévi szokások: kadomacu – hagyományos dekoráció mely fenyőből és bambuszból készül, s a kapura vagy a külső kapualjba helyezik; otosidama – újévkor a gyermekeknek zsebpénz ajándékozása; toszo – egy különlegesen elkészített szaké, melyet csak újévkor fogyasztanak.
- Oszecsi (hagyományos japán újévi fogások): zóni – hagyományos zöldség leves melybe mocsit (ragadós, rizsből készült édességet) tesznek. A leves hozzávalói nagyon eltérőek lehetnek Japán különböző régióin; hétféle gyógynövény (nankusza) és rizskása hétféle gyógynövénnyel (nanakusza gaju), melyet január hetedikén (dzsindzsicu) este fogyasztanak.

#### Viták a rendszerezést illetően
A japánok életében az 1873-as váltás a japán naptárrendszerről a Gergely-naptárra rengeteg változást hozott. Többek között a hagyományos eseményeket is befolyásolta a változás, melynek egyik jó példája a Tanabata fesztivál. Ennek az időpontja eredetileg a japán naptár szerinti hetedik hónap hetedik napjára esett, melynek a pontos megfelelője a Gergely-naptár szerint évről évre változik, de többnyire augusztusra esik. Napjainkban a legtöbb helyen július 7-én ünneplik, azonban ennélfogva viták indultak, hogy vajon a Tanabata, mint évszakszó mégis hova tartozzon?
Mivel az évszakszók az évszakra jellemző tevékenységekhez kapcsolódnak, számos modern haikuköltőnek újra kellett gondolnia a kigok használatát és jelentőségét a mai életmódhoz igazítva. Az egyik legnagyobb változásként említhetjük talán a holdnaptár szerinti újév megalkotását, mint különálló „évszakot” a kigok csoportosításában.

## Kigo Japánon kívül
A haiku eredetileg egy japán költészeti műfaj, azonban manapság már olvashatunk a világ más országaiban, más nyelvein keletkezett műveket is. William J. Higginson Haiku World (1996) című munkája, mely az első nemzetközi szaidzsiki, több, mint 1000 verset tartalmaz megközelítőleg 50 ország 600 költőjétől 25 nyelven. A haikuírás világszerte egyre népszerűbbé vált, többek között az internetnek köszönhetően, ahol az ember könnyedén találhat műveket latinul, eszperantó vagy akár már klingon nyelven is.
A nemzetközi haiku költők a haikuírás hagyományát saját kultúrájukhoz, szokásaikhoz, az őket körülvevő természeti és földrajzi jellemzőkhöz igazították. Több esemény, folyamat, melyet évszakszóként használunk a világ minden táján megegyezik, mint például a fák virágzása és a természet feléledése tavasszal, vagy a madarak vándorlása tavasszal és ősszel. Még ha a madarak és fák nem is egyeznek meg a Japánban élőkkel, az elképzelés ugyanaz, akárcsak érzés, melyet közvetítenek.
A másik oldalon viszont az éghajlati jellemzők igencsak eltérők lehetnek a világ különböző tájain ahhoz képest, melyhez a japánok szoktak. Vegyünk csak példának a trópusi vagy a mediterrán övezeteket: mindre más-más természeti jelenségek jellemzők.
A világon rengeteg olyan hagyomány van, mely több helyen is megtalálható kisebb-nagyobb különbségekkel. Hasonlóság például, hogy sok helyen tartanak őszi szüreti mulatságot tábortűzzel. Eltérésként pedig említhetjük a madarak vonulását, melyek helytől függően különböző időpontokban jelennek meg.
Ezek alapján néhány példa a Dél-Kaliforniában használt évszakszókra:
- Az ég és fellegek: Santa Ana szelek – télen megjelenő forró, száraz szelek; júniusi sötétség – a tengerpart területén megjelenő erős felhősödés; szmog – a Los Angeles-i medence fölött megjelenő inverziónak köszönhetően, nyáron még nagyobb problémát okoz a szmog
- A föld: „Tűz évszak” és erdőtüzek – a nagyon száraz júliusi és augusztusi időszaktól kezdődően egészen a korai téli csapadékos időszakig fennáll az erdőtüzek veszélye a hegyekben és a dombos vidékeken
- Emberek: szörf, strandröplabda, görkorcsolya, gördeszkázás – habár ezek a tevékenységek manapság már a világ minden táján népszerűek, eredetileg Kaliforniában űzték őket
- Megfigyelések, események: a húsvét napján a napfelkelte megcsodálása a Hollywood Bowl nevű amfiteátrumban; El dia de los muertos – a mexikói hagyomány szerint november 1-je és 2-a Halottak napja
- Állatvilág: Grunion – egy szardínia méretű hal, mely tojásait homokba rakva szaporodik magas árapály idején; bálna figyelés – csendes-óceáni szürke bálnák, melyeket megcsodálhatunk akár a partról vagy bálna figyelő hajókról, ahogy a párzási helyük felé haladnak, Alsó-Kaliforniába)
- Növényvilág: zsakaranda – egy betelepített díszfa, mely sok apró kékes-lila virágot bont tavasz derekán; sivatagi vadvirágok – közeli sivatagok, mint például a Joshua Tree Nemzeti Park egy csapadékban bőséges esős évszak után olyan, akárcsak egy vadvirágszőnyeg

## Fordítás
- Ez a szócikk részben vagy egészben  a   Kigo című angol Wikipédia-szócikk fordításán alapul.  Az eredeti cikk szerkesztőit annak laptörténete sorolja fel. Ez a jelzés csupán a megfogalmazás eredetét és a szerzői jogokat jelzi, nem szolgál a cikkben szereplő információk forrásmegjelöléseként.